# Проклін смоковниці

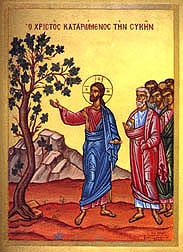
Ікона у візантійському стилі

Проклін смоковниці — євангельська подія, одно з чудес Ісуса Христа, представлених у євангеліях Марка (Мк. 11:12-25) та Матвія (Мт. 21:18-22) як чудо у зв'язку з входом Ісуса в Єрусалим, а в Луки як притча (Лк. 13:6-9). Євангеліє від Івана повністю його опускає і зміщує інцидент, з яким воно пов'язане, очищення храму, з кінця кар'єри Ісуса на початок.) Ситуація взята зі старозавітного символу фігового дерева, що уособлює Ізраїль і прокляття фігового дерева у Марка і Матвія та паралельна історія в Луки таким чином разом символічно спрямовані проти тих євреїв, які не прийняли Ісуса як царя.

## Подія
Ісусова діяльність останніми днями після входу у Єрусалим була дуже велика. Прихильність людей, що протривала ще два чи три дні по тріумфальній неділі, охороняла Ісуса від первосвященників та фарисеїв та дозволяла перебувати під час дня у Єрусалимі. Ночами, коли час був непевний, Ісус виходив з міста і перейшовши Кедрон, перебував на Оливній горі, до якої належало і село Витанія і сад Гетсиманський. Але ті керівники знали, що прихильність народу є дуже непостійна і мінлива, тому вони очікували слушної хвилини. У такім очікуванні пройшло чотири дні. У понеділок Ісус вийшов дуже рано. Дерево у цій порі могло мати смокви-квіти. Овочів там не могло бути (Мк. 11:13). Ісус шукав того, чого не міг знайти — тож сказав до неї: «Нехай повік не буде з тебе плоду!». Ісус зробив символічний жест, як і пророк Єремія, що розбиває глечика (Єр. 19). Символічним був контраст між великою кількістю листя і відсутністю плодів, а апостоли розуміли до кого відносилася така дія. Народ, тоді багатий на фарисейське листя, але бідний на моральні овочі і тому заслуговував собі на вічну неплідність.
| Євангеліє           | Текст |
| ------------------- | --- |
| Євангеліє від Матея | 18 Уранці, повертаючись до міста, він зголоднів. 19 Побачивши одну смоковницю край дороги, він підійшов до неї, та не знайшов на ній нічого, крім самого листя, тож сказав до неї: «Нехай повік не буде з тебе плоду!» І негайно же смоковниця всохла. 20 Побачивши це, учні здивувались і говорили: «Як це смоковниця в одну мить засохла?» 21 Ісус у відповідь сказав їм: «Істинно кажу вам, що коли матимете віру й не завагаєтесь, ви зробите не тільки таке з смоковницею, але й коли горі цій скажете: Двигнись і кинься в море! — воно станеться. 22 І все, чого проситимете в молитві з вірою, одержите.» |
| Євангеліє від Марка | 12 Наступного дня, коли вони виходили з Витанії, зголоднів. 13 Побачивши здалека смоковницю, вкриту листям, приступив, чи часом не знайде чогось на ній, та, підійшовши до неї, окрім листя, не знайшов нічого, бо ще не була пора смоков. 14 І озвавшися, промовив до неї: Нехай ніхто повіки не споживає плоду з тебе! А учні його чули це. 15 І приходять вони в Єрусалим, і, ввійшовши у храм, Ісус взявся виганяти тих, що продавали й купували в храмі; перекинув столи міняйлів та ослони тих, що продавали голубів, 16 а й не дозволив, щоб хтось будь-що переносив через храм. 17 Навчав він їх і казав їм: Хіба не написано: Дім мій домом молитви назоветься для усіх народів? А ви з нього зробили печеру розбійників! 18 Почули це первосвященики й книжники та й шукали, як його погубити, але боялися його, бо ввесь народ подивляв його повчання. 19 Увечері ж вийшов поза місто. 20 Проходивши ж тудою вранці, вони побачили смоковницю, всохлу від кореня. 21 Тоді Петро, згадавши, каже йому: Учителю, дивися, смоковниця, що ти прокляв, усохла. 22 Ісус же у відповідь сказав їм: Майте віру в Бога. 23 Істинно кажу вам, що хто скаже цій горі: Двигнись і кинься у море, та не сумніватиметься у своїм серці, лише віруватиме, що станеться те, що каже, — то буде йому так. 24 Тому й кажу вам: Усе, чого будете просити у молитві, віруйте, що одержите, — і буде вам так. 25 І коли стоїте на молитві, прощайте, як маєте щось проти когонебудь, щоб і Отець ваш, який у небі, простив вам провини ваші. |
| Євангеліє від Луки  | 6 І він розповів їм оцю притчу; «Один чоловік мав смоковницю, посаджену в його винограднику. Прийшов він і почав плода на ній шукати, та не знайшов. 7 Тоді він сказав до виноградаря: Оце три роки, як я приходжу, шукаючи плода на цій смоковниці, і не знаходжу. Зрубай її: нащо й землю займає ще? 8 А той озвався до нього: Пане, лиши її ще на цей рік: я обкопаю навкруг неї і обкладу гноєм. 9 Може, щось вродить нарік, а коли ні, то ти її зрубаєш.» |

Символ у євангеліста Луки -яскравий. Три роки неплодючості вказують на три роки Ісусового служіння, а дерево символізує юдаїзм, властитель — Бога, городник — Ісуса. Отже погроза звучить у тому останньому проханні і нагоді даній дереву. Воно, або дасть плоди, або упаде під ударами сокири.